# 8.º Exército Britânico

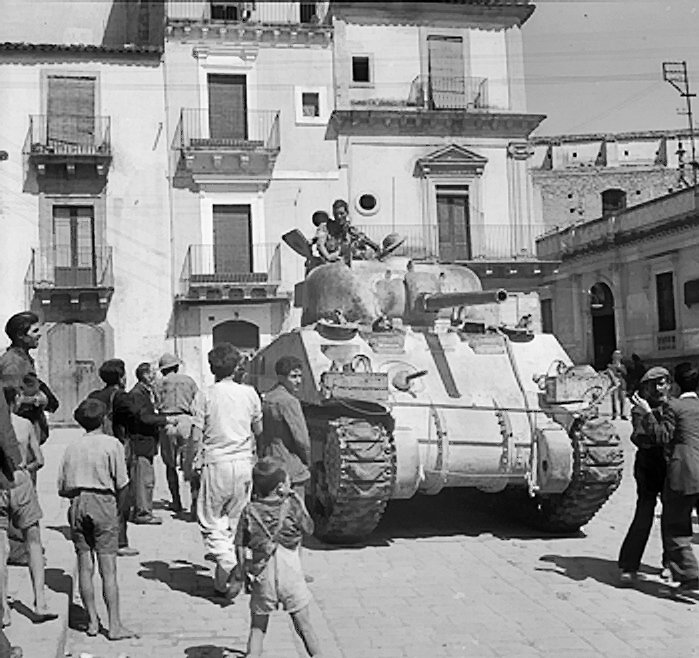
Um tanque do 8º exército britânico.

O 8º Exército (também utilizado VIIIº Exército ou Oitavo Exército), era uma Exército do Exército Britânico alocado no Egipto, que lutou as Campanhas do Norte da África e da Itália na Segunda Guerra Mundial. Apesar de não ser o único na história das forças armadas Britânicas com essa denominação, é para este que a mesma geralmente se refere.

## Comandantes
- Marechal de Campo Harold Alexander
- Tenente-general Sir Alan Cunningham (Setembro a 26 de Novembro de 1941)
- Major general Neil Ritchie
- General Sir Claude Auchinleck
- Tenente-general William Gott
- Marechal Bernard Montgomery

## Batalhas
- El Alamein
- Segunda Batalha de El Alamein
- El Agheila
- El Mechili
- Sollum
- Gazala
- Tobruk
- Marsa Matruh
- Invasão da Sicília
- Invasão da Itália
- Batalha de Monte Cassino
- Linha de inverno
- Linha Gótica
- Ofensiva Final Aliada (Itália)

## Unidades

### Unidades Inglaterra, daCommonwealthe doImpério
- V Corpo de Exército Britânico
- X Corpo de Exército Britânico
- XIII Corpo de Exército Britânico
- I Corpo Expedicionário Australiano
- I Corpo de Exército Canadense
- 1ª DI Sul-Africana
- 2ª DI Sul-Africana
- 2ª Divisão NeoZelandesa
- 4ª DI (divisão de infantaria) Indiana
- 7ª DB (divisão blindada) Britânica ("Ratos do Deserto")
- 8ª DI Indiana
- 10ª DI Indiana
- 50ª DI Britânica
- 51ª Divisão Britânica

### Outras nacionalidades
- 1ª Brigada Francesa Livre
- II Corpo Polaco Livre
- Corpo Italiano de Libertação (anti-fascista)
- Brigada de Montanha Grega
- Brigada Judaica